# Saison 1 de Big Little Lies
Chronologie
Saison 2
Cet article présente la liste des épisodes de la première saison de la série télévisée américaine Big Little Lies.

## Généralités
- La saison a été entièrement réalisée par Jean-Marc Vallée et écrite par David E. Kelley d'après le roman de Liane Moriarty.
- Aux États-Unis, la saison a été diffusée entre le 19 février 2017 et le 2 avril 2017 sur HBO.
- Au Canada, elle a été diffusée en simultané sur HBO Canada.
- En France, elle a été diffusée en version multilingue entre le 20 février 2017 et le 3 avril 2017 sur OCS City et a été rediffusée en clair entre le 25 août 2020 et le 15 septembre 2020 sur TF1.
- En Belgique et en Suisse, elle a également été diffusée en version multilingue entre le 20 février 2017 et le 3 avril 2017 sur Be 1 et RTS Un.
- Au Québec, elle a été diffusée entre le 27 avril 2017 et le 8 juin 2017 sur Super Écran.

## Distribution

### Acteurs principaux
- Reese Witherspoon (VF : Laura Blanc) : Madeline Martha Mackenzie
- Nicole Kidman (VF : Danièle Douet) : Céleste Wright
- Shailene Woodley (VF : Jessica Monceau) : Jane Chapman
- Alexander Skarsgård (VF : Nessym Guetat) : Perry Wright
- Adam Scott (VF : Damien Boisseau) : Ed Mackenzie
- Zoë Kravitz (VF : Olivia Luccioni) : Bonnie Carlson
- James Tupper (VF : Éric Aubrahn) : Nathan Carlson
- Jeffrey Nordling (VF : Joël Zaffarano) : Gordon Klein
- Laura Dern (VF : Laurence Charpentier) : Renata Klein

### Acteurs récurrents
- Iain Armitage (VF : Sarah Brannens) : Ziggy Chapman
- Darby Camp (VF : Lisa Caruso) : Chloe Mackenzie
- Kathryn Newton (VF : Camille Donda) : Abigail Carlson
- Cameron Crovetti : Josh Wright
- Nicholas Crovetti : Max Wright
- Ivy George (en) : Amabella Klein
- Chloe Coleman : Skye Carlson
- P. J. Byrne (VF : Laurent Morteau) : le principal Nippal
- Sarah Sokolovic : Tori Bachman
- Robin Weigert (VF : Magali Barney) : Dr Amanda Reisman
- Merrin Dungey (VF : Laura Zichy) : inspecteur Adrienne Quinlan
- Sarah Baker (VF : Edwige Lemoine) : Thea Cunningham
- Sarah Burns (VF : Pamela Ravassard) : Gabrielle
- Hong Chau (VF : Geneviève Doang) : Jackie
- Kelen Coleman (en) (VF : Dorothée Pousséo) : Harper Stimson
- David Monahan (en) : Bernard
- Larry Sullivan (en) (VF : Igor Chometowski) : Oren
- Virginia Kull (VF : Caroline Victoria) : Mme Barnes, institutrice
- Kathreen Khavari (en) : Samantha
- Tim True (VF : François Delaive) : inspecteur Walt Gibson
- Santiago Cabrera (VF : Valentin Merlet) : Joseph Bachman
- Joseph Cross : Tom

### Invités
- Gia Carides (VF : Anne Rondeleux) : Melissa
- Carrie Wampler : Lori
- Larry Bates : Stu
- Molly Hagan : Pédopsychiatre

## Épisodes

### Épisode 1:Quelqu'un est mort
- États-Unis /  Canada : 19 février 2017 sur HBO[1] / HBO Canada[2]
- France : 
  - 20 février 2017 sur OCS City[3]
  - 25 août 2020 sur TF1 (rediffusion)[4]
- Belgique,  Suisse : 20 février 2017 sur Be 1[5] / RTS Un[6]
- Québec : 27 avril 2017 sur Super Écran[7]

- États-Unis : 1,13 million de téléspectateurs[8] (première diffusion)
- France : 4,256 millions de téléspectateurs [9] (rediffusion sur TF1)

La police est appelée à un gala de charité organisé par l'école primaire de la ville de Monterey, en Californie, durant lequel le corps d'une personne, dont l'identité reste encore inconnue, vient d'être retrouvé aux alentours de l'établissement. Les inspecteurs chargés de l'affaire interrogent une par une les personnes présentes durant la collecte de fonds, qui mettent en exergue les tensions entre plusieurs des personnalités les plus en vue de la communauté, notamment entre plusieurs mères de famille.
Quelques mois plus tôt, lors de la rentrée des classes. Femme à la forte personnalité mais très amicale, Madeline Mackenzie mène une vie parfaite auprès de son mari aimant, Ed, créateur de sites internet, et de ses deux filles, Abigail, l'aînée adolescente, issue d'un premier mariage avec Nathan, et Chloé, six ans, qui fait ses premiers pas à l'école. Alors qu'elle accompagne Chloé, au volant avec son téléphone portable, Madeline se tord la jambe après s'être arrêtée devant une voiture, dans laquelle se trouvait Abigail, qu'elle a failli emboutir et fait la connaissance de Jane Chapman, qui vient d'arriver en ville. Ziggy, le fils de Jane, a le même âge que Chloé et ils sont tous les deux en première année, ce qui aide à créer des liens entre les deux femmes tout de suite. Madeline présente Jane à son amie Celeste Wright, ancienne avocate et mère des jumeaux Josh et Max, et mariée à Perry, un homme d'affaires plus jeune qu'elle. Dans la cour d'école, Jane fait également la connaissance de Renata Klein, une femme tout aussi influente, riche et redoutée, qui a une fille, Amabella, du même âge que Chloé et Ziggy. Madeline et Celeste apprennent que Jane élève seule Ziggy, son père ayant décidé de l'abandonner.

### Épisode 2:Protection maternelle
- États-Unis /  Canada : 26 février 2017 sur HBO / HBO Canada
- France :
  - 27 février 2017 sur OCS City
  - 25 août 2020 sur TF1 (rediffusion)[4]
- Belgique,  Suisse : 27 février 2017 sur Be 1 / RTS Un
- Québec : 4 mai 2017 sur Super Écran

- États-Unis : 560 000 téléspectateurs[10] (première diffusion)
- France : 3,30 millions de téléspectateurs [9] (rediffusion sur TF1)

Au deuxième jour d'école, les relations entre les mères ne s'améliorent pas du tout. Renata a organisé une fête d'anniversaire pour Amabella, invitant toute la classe à l'exception de Ziggy. Madeline ne souhaite pas que Chloé assiste à la fête, comptant sur le fait que ses amies l'imiteront car elle est très charismatique. Perry a reporté son départ pour un voyage d'affaires à Vienne pour voir les jumeaux entrer à l'école. Cependant, Céleste ne lui a pas dit que l'orientation avait été faite la veille et que les enfants doivent entrer seuls dans la classe. À la maison, alors qu'elle fait sa valise, Perry gifle Céleste puis s'excuse, toujours incapable de contrôler ses accès de colère. Après avoir apaisé la tension avec une relation sexuelle, la manière habituelle de passer sous silence ses problèmes, Perry part pour Vienne. Madeline explique à Ed pourquoi sa colère envers Bonnie l'empêche de maintenir une atmosphère paisible dans la maison. La situation s'aggrave lorsque Madeline découvre qu'Abigail prend la pilule et se la fait prescrire avec l'autorisation de Bonnie. Jane recherche un emploi à temps partiel et Tom, le propriétaire du café où elle traîne avec Madeline et Celeste qui se montre amical avec la jeune femme, lui promet de faire passer le mot.
- Cet épisode signe la moins bonne audience le jour de sa diffusion de la première saison aux États-Unis.
- En raison de la diffusion des Oscars le soir où l'épisode était censé être diffusé, HBO a publié l'épisode sur son service de streaming HBO Go le 24 février 2017[11].

### Épisode 3:Une vie de rêve
- États-Unis /  Canada : 5 mars 2017 sur HBO / HBO Canada
- France :
  - 6 mars 2017 sur OCS City
  - 1er septembre 2020 sur TF1 (rediffusion)[12]
- Belgique,  Suisse : 6 mars 2017 sur Be 1 / RTS Un
- Québec : 11 mai 2017 sur Super Écran

- États-Unis : 1,04 million de téléspectateurs[13] (première diffusion)
- France : 2,79 millions de téléspectateurs [14] (rediffusion sur TF1)

À la veille de l'anniversaire d'Amabella, Renata tente de convaincre Madeline à la dernière minute car l'absence de Chloé et de ses plus proches amis a grandement attristé l'enfant. Madeline aime entendre Renata la supplier, au point que la femme dit qu'elle est prête à inviter Ziggy aussi, mais Madeline refuse l'offre et emmène ses amies voir le spectacle. La fête d'Amabella se passe bien à la fin, Renata cachant sa colère, tandis que Madeline et les autres s'amusaient plus par obligation que par plaisir réel, ne voulant pas admettre que c'était juste un dépit envers Renata. Madeline est convoquée par le directeur du lycée d'Abigail car ses performances scolaires ont considérablement baissé. La jeune fille prétend ressentir beaucoup de pression, sa mère ayant mis trop d'attentes pour son avenir. Abigail exprime le désir de déménager chez son père, afin de retrouver sa sérénité perdue. D'abord furieuse, Madeline finit par accepter le choix de sa fille. Perry se fâche contre Celeste pour avoir choisi d'aller voir le spectacle, car elle l'a empêché d'être avec les jumeaux après son retour de Vienne. Lorsqu'il met ses mains sur elle, Céleste menace de le quitter en cas de récidive. Le couple décide de voir un thérapeute, le Dr Reisman, à qui Perry confie très fort qu'il ne peut pas gérer sa colère, mais qu'il veut changer de peur de perdre sa femme. Le soir, pour montrer à Céleste son envie de s'améliorer, il lui offre une parure.
- L'épisode fait référence à des films Disney dont La Reine des neiges (quand Madeline veut emmener ses amies et leurs enfants à un spectacle pour contrer l'anniversaire de la fille de Renata).

### Épisode 4:Les choses se gâtent
- États-Unis /  Canada : 12 mars 2017 sur HBO / HBO Canada
- France :
  - 13 mars 2017 sur OCS City
  - 1er septembre 2020 sur TF1 (rediffusion)[12]
- Belgique,  Suisse : 13 mars 2017 sur Be 1 / RTS Un
- Québec : 18 mai 2017 sur Super Écran

- États-Unis : 1,04 million de téléspectateurs[15] (première diffusion)
- France : 2,15 millions de téléspectateurs [14] (rediffusion sur TF1)

Une semaine qu'Abigail a emménagé avec Nathan, ce dernier invite Madeline, qui peine à se remettre du départ de sa fille aînée, à un dîner relaxant avec Bonnie et Ed. Craignant que les tensions habituelles ne réapparaissent, Ed rencontre Bonnie pour plaider pour une trêve afin que la soirée ne se passe pas mal. Pendant ce temps, Nathan commence à réaliser ce que signifie d'élever une adolescente. Celeste a accepté de plaider le cas de Madeline lors de la réunion à la maison du maire sur l'annulation de la pièce. Le maire soutient les raisons de Renata selon lesquelles l'émission aborde des problèmes inappropriés pour les enfants et contient des scènes sexuelles. Celeste répond que la liberté d'expression doit être protégée et parvient à convaincre le maire d'autoriser le spectacle. Madeline complimente Celeste, se disant étonnée de l'avoir vue aussi combative et déterminée que jamais auparavant, comme si l'envie de redevenir avocate la mettait sous un jour différent. Perry, cependant, n'a pas pris avec plaisir l'idée que sa femme puisse vouloir retourner au travail, en effet en ce moment il a le désir d'avoir un nouvel enfant et le stress du travail risque de l'en  empêcher. Lorsque Celeste l'informe qu'elle aura de nouvelles réunions, malgré la promesse que celle avec le maire serait la seule, Perry l'attaque et la laisse partir uniquement parce qu'un jumeau les a appelés pour les emmener à l'école. Madeline embrasse brièvement Joseph.

### Épisode 5:Chat échaudé...
- États-Unis /  Canada : 19 mars 2017 sur HBO / HBO Canada
- France :
  - 20 mars 2017 sur OCS City
  - 1er septembre 2020 sur TF1 (rediffusion)[12]
- Belgique,  Suisse : 20 mars 2017 sur Be 1 / RTS Un
- Québec : 25 mai 2017 sur Super Écran

- États-Unis : 1,17 million de téléspectateurs[16] (première diffusion)
- France : 1,60 million de téléspectateurs [14] (rediffusion sur TF1)

Jane commence à fréquenter le stand de tir, ce qui inquiète Madeline, opposée à l'utilisation des armes, mais Jane la rassure que c'est simplement pour se sentir calme. Néanmoins, Madeline doute que l'aider à retrouver Saxon Baker était le bon choix. Renata découvre une morsure dans le cou d'Amabella et est convaincue que c'est à nouveau Ziggy, mais la petite fille ne dit rien. Renata obtient une réunion avec Jane et le directeur, qui ne prend pas position car il n'y a aucune preuve de la culpabilité de Ziggy. Cependant, Jane commence à s'inquiéter que bientôt tout le monde découvre que Ziggy est le fruit d'un viol, ce qui finirait inévitablement par lui causer des préjugés. Espionnant le profil Facebook d'Abigail, Madeline apprend l'existence d'un projet secret sur lequel elle travaille. De plus en plus convaincue que son père ne la suit pas correctement, Madeline rappelle à Nathan de faire très attention à ce que sa fille n'ait pas d'ennuis. Au restaurant avec ses amis, Madeline est appelée par Joseph qui doit lui parler dans la voiture. Il prétend qu'il ne peut pas se passer d'elle et se montre prêt à quitter avec sa femme. Soudain, ils sont durement accidentés par une autre voiture, conduite par un adolescent distrait, heureusement sans conséquences graves pour Madeline et Joseph. 

### Épisode 6:Un amour brûlant
- États-Unis /  Canada : 26 mars 2017 sur HBO / HBO Canada
- France :
  - 27 mars 2017 sur OCS City
  - 15 septembre 2020 sur TF1 (rediffusion)
- Belgique,  Suisse : 27 mars 2017 sur Be 1 / RTS Un
- Québec : 1er juin 2017 sur Super Écran

- États-Unis : 1,39 million de téléspectateurs[17] (première diffusion)
- France : 2,09 millions de téléspectateurs[18] (rediffusion sur TF1)

À la suite de sa conduite dangereuse en voiture, Jane s'en tire avec une amende. De retour à Monterrey, elle avoue à Madeline qu'elle n'a rien fait au photographe car elle s'est rendu compte qu'il n'était pas son agresseur. Jane aimerait reprendre ses recherches, mais Madeline suggère pour son bien et celui de Ziggy de lâcher prise et de recommencer à vivre paisiblement. Le lendemain matin à l'école, Jane est de nouveau appelée par l'enseignante de Ziggy qui l'informe d'une pétition, diffusée par Renata, demandant la suspension de l'enfant. Bien que l'institutrice tente de la rassurer que Ziggy ne sera pas suspendu, Jane tombe sur Renata et lui donne un coup de poing. Après un autre épisode de violence domestique, le Dr Reisman suggère à Celeste de planifier un plan pour elle-même et les jumeaux afin de fuir Perry. Celeste continue de minimiser la situation, mais la thérapeute souligne qu'elle doit parler de la violence à quelqu'un afin qu'un jour elle puisse avoir des témoins dans un éventuel procès pour garde d'enfants, sinon Perry pourrait remettre en question sa crédibilité. Celeste commence alors à chercher un nouvel appartement où elle pourra emménager avec les jumeaux. Bonnie révèle à Nathan que le « projet spécial » d'Abigail est de vendre aux enchères sa virginité pour Amnesty International. Nathan est furieux contre sa fille, mais essaie de le cacher à Madeline. Jane s'excuse auprès de Renata et une soudaine trêve semble émerger entre les deux femmes, au point de converser comme de bonnes amies hors de l'école avant les cours.

### Épisode 7:On obtient ce qu'il nous faut
- États-Unis /  Canada : 2 avril 2017 sur HBO / HBO Canada
- France :
  - 3 avril 2017 sur OCS City
  - 15 septembre 2020 sur TF1 (rediffusion)
- Belgique,  Suisse : 3 avril 2017 sur Be 1 / RTS Un
- Québec : 8 juin 2017 sur Super Écran

- États-Unis : 1,862 million de téléspectateurs[19] (première diffusion)
- France : 1,78 million de téléspectateurs[18] (rediffusion sur TF1)

Depuis quelques jours, Madeline se sent observée et pense qu'il s'agit d'une intimidation de Teri et en fait part à Joseph. Cependant, il apprend que sa femme conduit une voiture différente de celle qui la suit. Ziggy avoue à Jane que c'est Max, l'un des jumeaux de Celeste, qui a mordu Amabella le premier jour, forçant tous les enfants à garder le silence. Jane en discute avec Madeline au café, lorsque Gordon débarque et ordonne à Jane de rester à l'écart de Renata, sous peine d'obtenir une ordonnance de restriction contre elle. Tom, l'employé du café, est excédé des manières arrogantes de Gordon et le jette dehors, avant d'inviter Jane à la soirée de charité, révélant ainsi que les soupçons des filles sur sa prétendue homosexualité étaient totalement infondés. Perry ayant repoussé les limites auprès d'elle, Celeste informe le Dr Reisman qu'elle a préparé l'appartement où elle emménagera avec les jumeaux. Jane se rend compte que la bonne chose à faire est d'informer Celeste au sujet de Max. Pour l'ancienne avocate, c'est un nouveau coup dur car il devient évident que l'enfant a appris la violence de son père.
Lors de la soirée, Madeline est émue pendant la performance d'Ed, se sentant terriblement coupable de l'avoir trahi. Perry, ayant découvert que Celeste a pris un appartement, lui promet pour la énième fois qu'il changera, mais elle ne veut pas lui pardonner et s'échappe vers la fête grâce à l'intervention de Renata, qui les avait dérangés pour les informer que l'heure approchait. Au même moment, Madeline s'éloigne en larmes, bientôt suivie par Jane, qui apprend que son amie a trompé Ed. Celeste retrouve Renata et lui avoue la vérité sur Max et Amabella. Renata présente ses excuses auprès de Madeline, Jane et Celeste et font la paix lorsque Perry arrive et veut emmener Celeste. En voyant Perry, Jane se rend compte qu'il s'agit de l'homme qui l'a violée. La situation s'aggrave et Perry est retrouvé mort par les enquêteurs.
- Cet épisode signe la meilleure audience de la première saison le jour de sa diffusion aux États-Unis.
- L'épisode est dédié à la mémoire de Steve Artmont, chef du département maquillage de la première saison, décédé en février 2017 des suites d'un cancer du poumon.
- Lors de sa diffusion sur TF1, cet épisode demeure le seul à être déconseillé aux moins de 12 ans.

## Audiences

### Aux États-Unis
| N° d'épisode | Titre original        | Chaîne | Date de diffusion originale | Taux sur les 18-49 ans (en %) | Taux sur les 18-49 ans (en %) | Taux sur les 18-49 ans (en %) | Audience (en millions de téléspectateurs) | Audience (en millions de téléspectateurs) | Audience (en millions de téléspectateurs) |
| N° d'épisode | Titre original        | Chaîne | Date de diffusion originale | TV                            | DVR                           | Total                         | TV                                        | DVR                                       | Total                                     |
| ------------ | --------------------- | ------ | --------------------------- | ----------------------------- | ----------------------------- | ----------------------------- | ----------------------------------------- | ----------------------------------------- | ----------------------------------------- |
| 1            | Somebody's Dead       | HBO    | 19 février 2017             | 0,3                           | 0,3                           | 0,6                           | 1,13                                      | NC                                        | NC                                        |
| 2            | Serious Mothering     | HBO    | 26 février 2017             | 0,2                           | 0,3                           | 0,5                           | 0,56                                      | 0,84                                      | 1,39                                      |
| 3            | Living the Dream      | HBO    | 5 mars 2017                 | 0,4                           | NC                            | NC                            | 1,04                                      | NC                                        | NC                                        |
| 4            | Push Comes to Shove   | HBO    | 12 mars 2017                | 0,4                           | NC                            | NC                            | 1,04                                      | NC                                        | NC                                        |
| 5            | Once Bitten           | HBO    | 19 mars 2017                | 0,4                           | NC                            | NC                            | 1,17                                      | NC                                        | NC                                        |
| 6            | Burning Love          | HBO    | 26 mars 2017                | 0,5                           | 0,3                           | 0,8                           | 1,39                                      | NC                                        | NC                                        |
| 7            | You Get What You Need | HBO    | 2 avril 2017                | 0,7                           | 0,3                           | 1,0                           | 1,86                                      | 0,93                                      | 2,79                                      |

### En France
| N° d'épisode | Date de diffusion  | Chaîne | Audience (en nombre de téléspectateurs) | Part d'audience (en %) |
| ------------ | ------------------ | ------ | --------------------------------------- | ---------------------- |
| 1            | 25 août 2020       | TF1    | 4 256 000                               | 20,3 %                 |
| 2            | 25 août 2020       | TF1    | 3 300 000                               | 18,6 %                 |
| 3            | 1er septembre 2020 | TF1    | 2 790 000                               | 12 %                   |
| 4            | 1er septembre 2020 | TF1    | 2 150 000                               | 11,4 %                 |
| 5            | 1er septembre 2020 | TF1    | 1 600 000                               | 15,5 %                 |
| 6            | 15 septembre 2020  | TF1    | 2 090 000                               | 9,3 %                  |
| 7            | 15 septembre 2020  | TF1    | 1 780 000                               | 10,2 %                 |